# Месторождение
Месторожде́ние полезных ископаемых — природное скопление (местоскопление, местонахождение) минерального вещества (полезного ископаемого) на поверхности или в недрах Земли. В результате тех или иных геологических процессов, которое по количеству, качеству и горнотехническим условиям разработки пригодно для промышленной разработки с положительным экономическим эффектом.

## Классификация
Месторождения могут заключать:
- газовые (горючие газы углеводородного состава и негорючие газы — гелий, неон, аргон, криптон)
- жидкие (нефть и подземные воды)
- твёрдые (ценные элементы, кристаллы, минералы, горные породы) полезные ископаемые.

По промышленному использованию месторождения разделяются на:
- рудные или металлические (месторождения черных, легких, редких, благородных и радиоактивных металлов)
- нерудные (неметаллические) (месторождения химического, агрономического, металлургического, технического и строительного сырья)
- горючие (месторождения нефти, горючих газов, углей, горючих сланцев и торфа)
- гидроминеральные (подземные и поверхностные бытовые, технические, бальнеологические и минеральные воды).

Количество минерального сырья, идущего на обработку определяется содержанием в нём ценных и вредных компонентов.
Минимальное количество полезного ископаемого и наиболее низкое его качество, при которых, однако, возможна эксплуатация, называется промышленными кондициями. Месторождения подземных вод отличаются от месторождений других полезных ископаемых возобновляемостью запасов.

## Группы месторождений
Группы месторождений (участков), выделяемые по сложности геологического строения.
Необходимая и достаточная степень разведанности запасов твёрдых полезных ископаемых определяется в зависимости от сложности геологического строения месторождений, которые подразделяются по данному признаку на несколько групп:
1. Месторождения (участки) простого геологического строения с крупными и весьма крупными, реже средними по размерам телами полезных ископаемых с ненарушенным или слабо-нарушенным залеганием, характеризующимися устойчивыми мощностью и внутренним строением, выдержанным качеством полезного ископаемого, равномерным распределением основных ценных компонентов. Особенности строения месторождений (участков) определяют возможность выявления в процессе разведки запасов категорий A, B, C 1 и C 2.
2. Месторождения (участки) сложного геологического строения с крупными и средними по размерам телами с нарушенным залеганием, характеризующимися неустойчивыми мощностью и внутренним строением либо невыдержанным качеством полезного ископаемого и неравномерным распределением основных ценных компонентов. Ко второй группе относятся также месторождения углей, ископаемых солей и других полезных ископаемых простого геологического строения, но со сложными или очень сложными горно-геологическими условиями разработки. Особенности строения месторождений (участков) определяют возможность выявления в процессе разведки запасов B, C 1 и C 2.
3. Месторождения (участки) очень сложного геологического строения со средними и мелкими по размерам телами полезных ископаемых с интенсивно нарушенным залеганием, характеризующимися очень изменчивыми мощностью и внутренним строением либо значительно невыдержанным качеством полезного ископаемого и очень неравномерным распределением основных ценных компонентов. Запасы месторождений этой группы разведываются преимущественно по категориям C 1 и C 2.
4. Месторождения (участки) с мелкими, реже средними по размерам телами с чрезвычайно нарушенным залеганием либо характеризующиеся резкой изменчивостью мощности и внутреннего строения, крайне неравномерным качеством полезного ископаемого и прерывистым гнездовым распределением основных ценных компонентов. Запасы месторождений этой группы разведываются преимущественно по категории C 2.

При отнесении месторождений к той или иной группе могут использоваться количественные показатели оценки изменчивости основных свойств оруденения, характерные для каждого конкретного вида полезного ископаемого.

## Происхождение
Месторождения могут выходить на поверхность Земли (открытые месторождения) или быть погребёнными в недрах (закрытые, или «слепые», месторождения). По условиям образования месторождения подразделяются на серии (экзогенные, магматогенные и метаморфогенные месторождения), а серии, в свою очередь, — на группы, классы и подклассы.
Экзогенные месторождения (гипергенные, седиментационные) формировались на поверхности и в приповерхностной зоне Земли вследствие химической, биохимической и механической дифференциации минеральных веществ, обусловленной энергией на поверхности Земли. Среди них выделяются 4 группы:
1. остаточные;
2. россыпные;
3. осадочные;
4. инфильтрационные.

Магматогенные (глубинные, эндогенные) месторождения формировались в недрах Земли при геохимической дифференциации минеральных веществ, обусловленной возникновением магмы и её воздействием на окружающую среду за счёт внутриземных источников энергии. Среди них выделяется 5 основных групп:
1. магматические месторождения;
2. пегматитовые месторождения;
3. карбонатитовые месторождения;
4. скарновые месторождения;
5. гидротермальные месторождения.

Метаморфогенные месторождения возникали в процессе регионального и локального метаморфизма горных пород.
В соответствии с принятым подразделением геологической истории различают месторождения архейского, протерозойского, рифейского, палеозойского, мезозойского и кайнозойского возраста. По источникам вещества, слагающего месторождения, среди них выделяются месторождения с веществом подкоровых (мантийных, или базальтовых), коровых (или гранитных) магм, а также осадочной оболочки Земли. По месту формирования месторождения разделяются на геосинклинальные (складчатых областей) и платформенные.
Известны 4 уровня образования месторождений от поверхности Земли
- ультраабиссальный — свыше 10-15 км;
- абиссальный — от 3-5 до 10-15 км;
- гипабиссальный — от 1-1,5 до 3-5 км;
- приповерхностный — до глубины 1-1,5 км.

## Крупные месторождения
Площадь непрерывного или островного распространения месторождений, значительная по размерам или запасам полезного ископаемого называется бассейном. Важнейшие бассейны:
- Нефтегазоносный бассейн Персидского залива
- Западно-Сибирская нефтегазоносная провинция
- Угольный бассейн Новый Южный Уэльс
- Железорудный бассейн Курская магнитная аномалия
- Саскачеванский бассейн калиевых руд